# Jonathon Power
Jonathon Power, född 1974, är en kanadensisk squashspelare som under sin karriär nådde förstaplatsen på Professional Squash Associations världsranking och som vann både British Open (1999) och World Open (1998).
Power räknas till sportens stora artister och publikfavoriter med sitt spektakulära spel och sitt, på banan, många gånger heta humör. Power började spela squash vid sju års ålder och blev proffs vid 16 års ålder. Under sin karriär vann han 36 internationella squashtitlar och nådde sammanlagt 58 finaler. Power avslutade sin karriär den 2 mars 2006 som världsetta.